# Тан Цзинсун
Тан Цзинсу́н (кит. трад. 唐景崧, упр. 唐景嵩, пиньинь Táng Jǐngsōng; 1841—1903) — китайский государственный и военный деятель, командующий Юньнаньской армией в период Франко-китайской войны. Внёс значительный вклад в военный успех Китая в предстоящей войне, заблаговременно убедив лидера войск «чёрного знамени» Лю Юнфу перейти на службу империи Цин. Руководил осадой Туенкуанга, в ходе которой, несмотря на поражение, продемонстрировал незаурядный полководческий талант.
Был последним губернатором цинского Тайваня. После Первой Японо-китайской войны, одним из итогов которой стала передача острова Японии, основал на его территории Республику Тайвань, существовавшую в течение нескольких месяцев 1895 года, и стал её первым президентом.

## Франко-китайская война
Тан Цзинсун внёс значительный вклад в успехи Китая на ранних этапах Франко-китайской войны и ещё задолго до её начала. В 1882 году он был послан цинским правительством во Вьетнам, чтобы оценить способности вьетнамских вооружённых сил к противостоянию французской экспансии в Тонкин. Во время своего пребывания во Вьетнаме он убедил Лю Юнфу, командовавшего войсками «чёрного флага», в необходимости поддержки Китая в предстоящей войне против Франции. Ярким примером эффективности действий войск Лю стало сражение у Бумажного моста, состоявшееся 19 мая 1883 года и завершившееся победой Армии Чёрного знамени. Командующий французскими войсками в той битве Анри Ривьер был убит. После этого поражения правительство Жюля Ферри было вынуждено выделить большие средства для продолжения дальнейших боевых действий в Тонкине.
В декабре 1883 года Тан Цзинсун командовал китайскими войсками в боях с французским экспедиционным корпусом, бывшим под руководством адмирала Амедеем Курбе, в развернувшейся операции за Шонтэй на севере Вьетнама. В сентябре 1884 года Тан привёл подконтрольную ему Юньнаньскую армию вниз по Красной реке, угрожая французской крепости Туенкуанг. Достигнув стен крепости, китайские войска повели её осаду, которая закончилась неудачно.

## Республика Тайвань
В 1894 году Тан Цзинсун принял пост губернатора Тайваня. После начала в том же году войны с Японией он пригласил на остров своего старого знакомого Лю Юнфу, чтобы вверить ему командование китайским контингентом на юге Тайваня.
Потерпев поражение в войне, Китай, согласно условиям Симоносекского договора, обязывался передать Тайвань под управление Японии. Часть китайских чиновников на Тайване, в том числе, Тан Цзинсун и Лю Юнфу, воспротивились этому решению, и провозгласили Тайвань независимой республикой. 25 мая 1895 года Тан возложил на себя полномочия президента.
Уже 29 мая японские части высадились на севере острова Тайвань. К 3 июня ими был взят Цзилун, а 4 июня японцы достигли Тайбэя, после чего Тан Цзинсун, вице-президент Цю Фэнцзя и ещё ряд республиканских лидеров были вынуждены бежать на континент. Командование китайскими войсками на острове перешло к Лю Юнфу, ставшему новым президентом и перенёсшему столицу в Тайнань. Республика во главе с Лю существовала вплоть до октября, когда японцы окончательно разгромили китайские силы на юге острова. Как и Тан, в последний момент Лю Юнфу покинул остров, чтобы избежать пленения.

## Смерть
Тан Цзинсун умер в 1903 году в своём доме в Гуйлине в возрасте 62 лет.